# Koga Taiyo
Taiyo Koga (古賀 太陽 Koga Taiyo, sinh ngày 28 tháng 10 năm 1998) là một cầu thủ bóng đá người Nhật Bản. Anh thi đấu cho Kashiwa Reysol.

## Sự nghiệp
Taiyo Koga gia nhập câu lạc bộ tại J1 League Kashiwa Reysol năm 2017.